# Adolphe Toulmouche
Pour les articles homonymes, voir Toulmouche.
Adolphe Toulmouche est un docteur en médecine français né le 18 mars 1798 à Nantes et mort le 13 juin 1876 à Rennes, soutenance présentée à la Faculté de médecine de Paris, il est aussi professeur en titre en pathologie externe et médecine opératoire à l’école préparatoire de médecine et de pharmacie de Rennes, historien-archéologue de l’époque gallo-romaine de Rennes, géologue et publiciste national.
Il est le frère du statuaire et sculpteur René Toulmouche, et l'oncle du peintre Auguste Toulmouche et du compositeur Frédéric Toulmouche.

## Biographie
Le père d’Adolphe Toulmouche, René Suzanne, est un courtier de marchandises natif et habitant de la paroisse de Toussaints, commune de Rennes. René Suzanne épouse en 1827 Rose-Sophie Bouvard à la maison commune, l’hôtel de ville de Rennes, dix-huit mois avant leur déménagement de Rennes à Nantes où naîtront leurs cinq enfants.
René Suzanne a 38 ans et Rose-Sophie 25 ans quand l’ainé des enfants, Auguste, le père de Frédéric Toulmouche, naît dans la section d’Égalité rue Racine le 22 nivôse An IV 12 janvier 1796. Adolphe, le second, naît dans la section de la fosse, rue Maine le 28 ventôse An VI 18 mars 1798. Rue Maine comme son frère, Émile le père du peintre Auguste Toulmouche le 13 floréal An VII, 2 mai 1799. Sophie Julie Hyacinthe, le 26 prairial An XI, 15 juin 1803 naît section quinzième cours du peuple (cours de la République), son père exerce alors le métier d’agent de change. Le dernier enfant, René Joseph, naît également cours du Peuple le 27 fructidor An XIII, 14 septembre 1805 et deviendra avoué à la cour royale de Rennes puis aura une certaine notoriété comme statuaire et sculpteur.

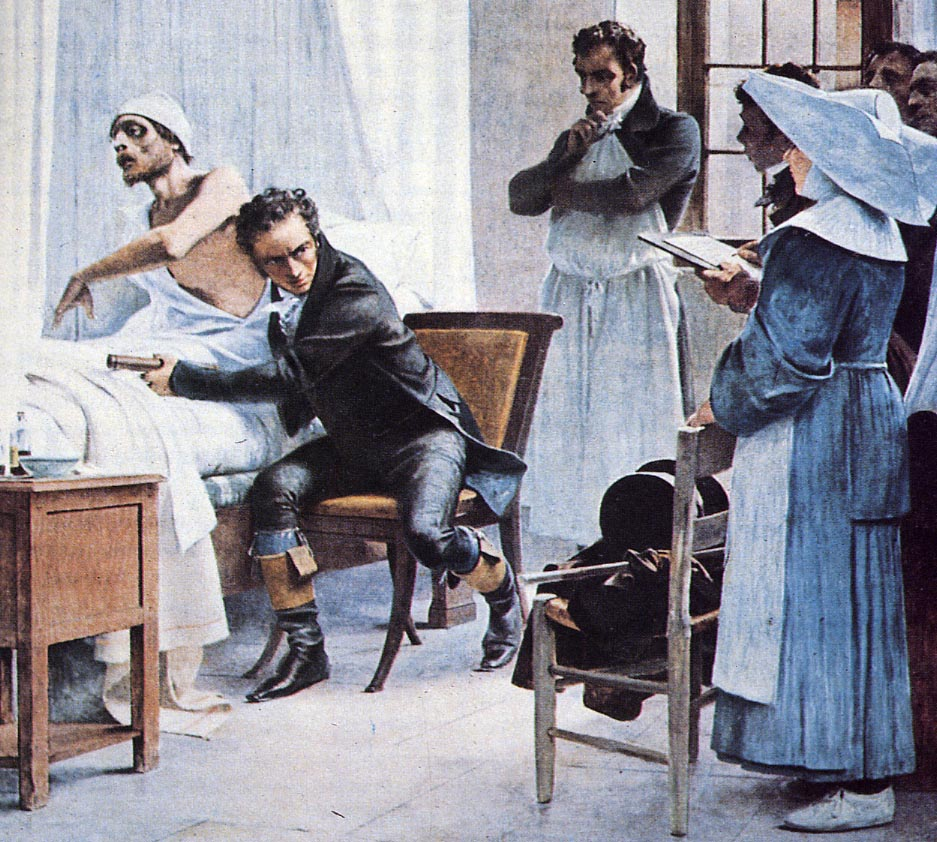
« Laennec à l'hôpital Necker ausculte un phtisique devant ses élèves (1816). » dont Adolphe Toulmouche fera partie. Un élève prend des notes par écrit en français et en latin.

Adolphe Toulmouche après des études classiques devient bachelier ès-lettres et en 1816, à 18 ans, se dirige de Nantes vers Paris avec son ami le cousin de René Laennec, Mériadec Laennec, et commence des études de médecine. En 1817, il dit faire alors partie d'un petit groupe d'élèves bretons, René-Marie Rault élève interne qui sera chef de l'hôpital civil et militaire de Saint-Brieuc, Balbaut, et les externes comme Mériadec Laennec, François Marie Théophile Beaugendre qui sera médecin à Quimperlé, et lui, Adolphe Toulmouche, bacheliers ès-lettres, autorisé à l'inscription comme élève de la faculté de médecine de Paris. Le groupe d'élèves sera formé par René Laennec de 1816 à 1821 à l'hôpital Necker, établissement affilié à la faculté de médecine, décrit et publié par Toulmouche en 1875 dans les Archives générales de médecine. Les élèves faisaient l'accueil des malades en recueillant tous les renseignements préliminaires du patient sur l’historique de leur maladie, Laennec posait son diagnostic, et dictait ses constatations à ses élèves en latin pour ne pas angoisser les malades. Un élève était chargé du suivi d'un nombre limité de patients à l'aide d'une feuille du diagnostic pliée en deux, un coté écrit en latin l'autre en français, avec une relecture et complétée à chaque visite. En cas de décès du patient, c'est l'élève chargé du malade qui notait par écrit les conclusions du groupe élèves et professeur, les élèves se chargeant aussi des autopsies et des comptes rendus avec Laennec qui participaitquand il le jugeait nécessaire, parfois en présence de médecins comme Jean-Jacques Leroux le doyen de la faculté de médecine de Paris ou Joseph Récamier professeur au Collège de France. Cette habitude de suivi par écrit conduira Auguste Toulmouche, pendant toute sa carrière médicale, à formuler en latin, méthodologie acquise à Necker qui lui permettra de formuler précisément ses nombreuses descriptions des maladies de ses rapports comme correspondants des Sociétés médicales régionales. C'est toujours cette méthodologie qu'Adolphe Toulmouche appliquera en géologie, archéologie et médecine et qui permettra la description de toutes ses recherches, essais et constatations. Adolphe Toulmouche indique aussi, au cours de sa formation, avoir fréquenté l'officine de Charras et Duchâtel, alors pharmaciens de l'école de médecine, et avoir été admis aux cours de manipulations chimiques et aux expériences du professeur Nicolas-Louis Vauquelin grâce à Laennec. Il dit avoir suivi aussi la clinique de Guillaume Dupuytren avant sa soutenance. Toulmouche écrit également avoir acquis de l'expérience et quelques rétributions avec l'aide de deux médecins, Cayrol et Joseph Récamier, qui lui donnaient à faire de la petite chirurgie et des pansements, lui donnant plus d'expérience et un complément à la pension très-modique de son père en charge de cinq enfants.
Pour obtenir le diplôme de docteur en médecine à la faculté de médecine de Paris, il fallait suivre un cursus d’au moins six ans. Le diplôme de docteur en médecine à 21 ans en 1820 était extrêmement rare mais possible dans des cas exceptionnels. Adolphe Toulmouche a du obtenir des dispenses ou des validations d’expérience acquise avant son arrivée à Paris à la suite d'un baccalauréat ès-lettres comme indiqué dans son dossier d'étudiant. Il obtient le grade de docteur en médecine à 21 ans, après avoir présenté et soutenu à la  Faculté de médecine de Paris le 10 février 1820 sa thèse Considérations générales les signes diagnostiques des maladies du cœur. Il s’installe à Rennes cette même année, et se déclare comme médecin. Il exerce à 28 ans, en 1825, le métier de médecin légiste et réalisera plus de 150 expertises médicales jusque dans les années 1860 pour la cours d’appel de Rennes.
Le 18 juin 1827, il se marie à Rennes avec Françoise Appollonie Guérin, fille du capitaine des grenadiers au 86e régiment Pierre Guérin mais n’aura pas d’enfant.

Le 28 aout 1828, il devient membres correspondants de la Société académique de la Loire–Inférieure et publie quelques études. En 1830, il devient médecin de la maison centrale de Rennes où il exerce pendant 44 ans. En 1832, il réalise des études sur l’épidémie de choléra à Rennes qui frappe la France et publie de 1832 à 1833 des statistiques de mortalité ce qui permet de mesurer l’impact de cette maladie sur les traitements et leurs influences. Lorsque le choléra réapparait par l'insalubrité des quartiers proche de la Vilaine à Rennes et le travail au contact de l'eau par les blanchisseuses, il administre son traitement précédemment étudié et documenté et sollicite l'application de ce même traitement à l'hôpital Saint-Yves aidant ainsi à réduire le nombre de décès. Hôpital Saint-Yves où il réalisait aussi des examens en 1828.

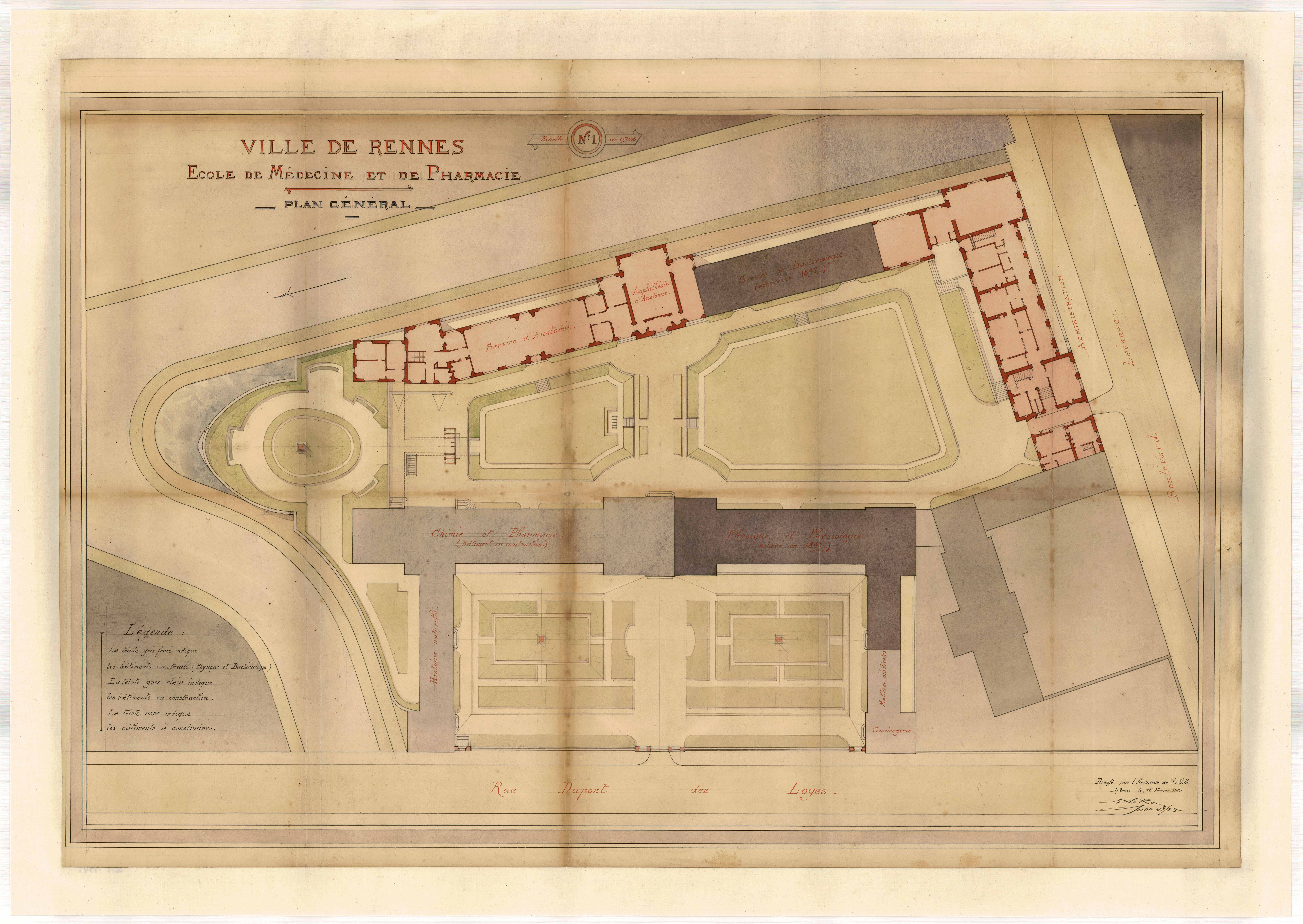
École préparatoire de médecine et de pharmacie de Rennes.

En 1839, il est professeur adjoint Pathologie externes, puis professeur en 1847 et devient professeur en titre en pathologie externe et médecine opératoire à l’école préparatoire de médecine et de pharmacie de Rennes par arrêté du 1er juin 1855 et y enseignera jusqu'en 1873 où il prendra sa retraite officielle de l'école.

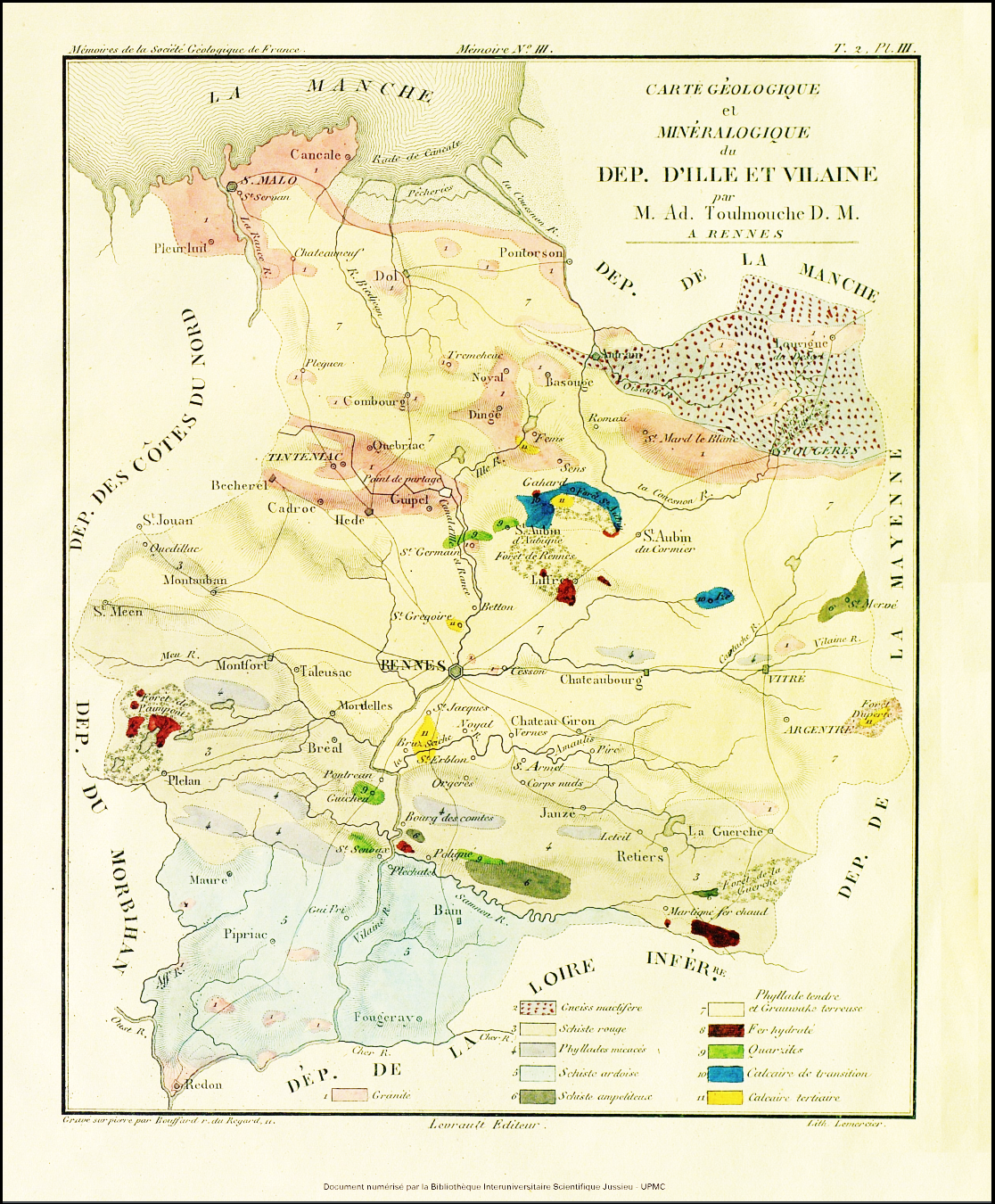
Etude géologique et Carte réalisée par Adolphe Toulmouche

Correspondant pour de nombreuses sociétés savantes, il ne cessera de publier ses travaux de terrain par de nombreux articles pour les Sociétés médicales régionales de Nantes, Caen, Marseille, Toulouse, Bordeaux, sur les maladies rencontrées ou cas d'expertise médico-légales d'Infanticides, mauvais traitements sur enfants et adultes, flagellations, viols, pendaison. Ces articles seront publiés sous forme de livres comme Des attentas à la pudeur, des tentatives de viol sur des enfants ou des filles à peine nubiles et sur des adultes, et des grossesses simulées ou réelles suivies ou non d'infanticide, ou ses Études sur l'infanticide et la grossesse cachée ou simulée. En 1849, où il étudie la mortalité de Rennes quartier par quartier, il est le premier hygiéniste statisticien qu'ait connu la ville en publiant alors les résultats de ses recherches et traitements par des statistiques sur l'hygiène et la mortalité de la ville de Rennes. Pour comprendre le présent, il s'intéresse au passé de la ville de Rennes et appuie ses recherches personnelles sur des documents historiques des archives de la ville de Rennes et de ses habitants. l'Histoire archéologique de l'époque gallo-romaine de la ville de Rennes comprenant l'étude des voies qui partaient de cette Cité et celle de leur parcours, précédée de recherches sur les monnaies et les antiquités trouvées dans les fouilles de la vilaine pendant les années allant de 1841 à 1846 et publié en 1847. Membre titulaire et secrétaire de la Société des sciences et arts de Rennes en 1834, il sera membre en 1861 de la Société des sciences physiques et naturelles de Rennes et trésorier et membre correspondant de Société française d'archéologie pour la conservation et la description des monuments historique. Pour la partie géologie, il réalise l'étude et la cartographie géologique et minéralogique du département de l'Ille-et-Vilaine. Il est aussi membre de la Société géologique de France, scientifiques et littéraire.
De nombreux travaux diffusés en national seront repris, publications citées en exemple ou traduits et diffusées à l'International.
Adolphe Toulmouche meurt à l'âge de 78 ans le 13 juin 1876 à six heures et demi du matin à son domicile du 1 rue Brilhac à Rennes.

## Sources
- 2013 : Master d’histoire de Gwendoline Meyniel. Œuvrer pour le corps social : entre la science et le politique, les travaux du médecin rennais Adolphe Toulmouche (Nantes, 1798-Rennes 1876)[44].

- 2013 : Master d’histoire de Gwendoline Meyniel. Travaux sur Adolphe Toulmouche[45].

## Distinctions et hommage
- 1938 : Une rue à Rennes porte son nom, rue Toulmouche. Rue nommée par le conseil municipal le 27 octobre[46].
- 1847 : Mention Honorable au concours des Antiquités nationales[47].

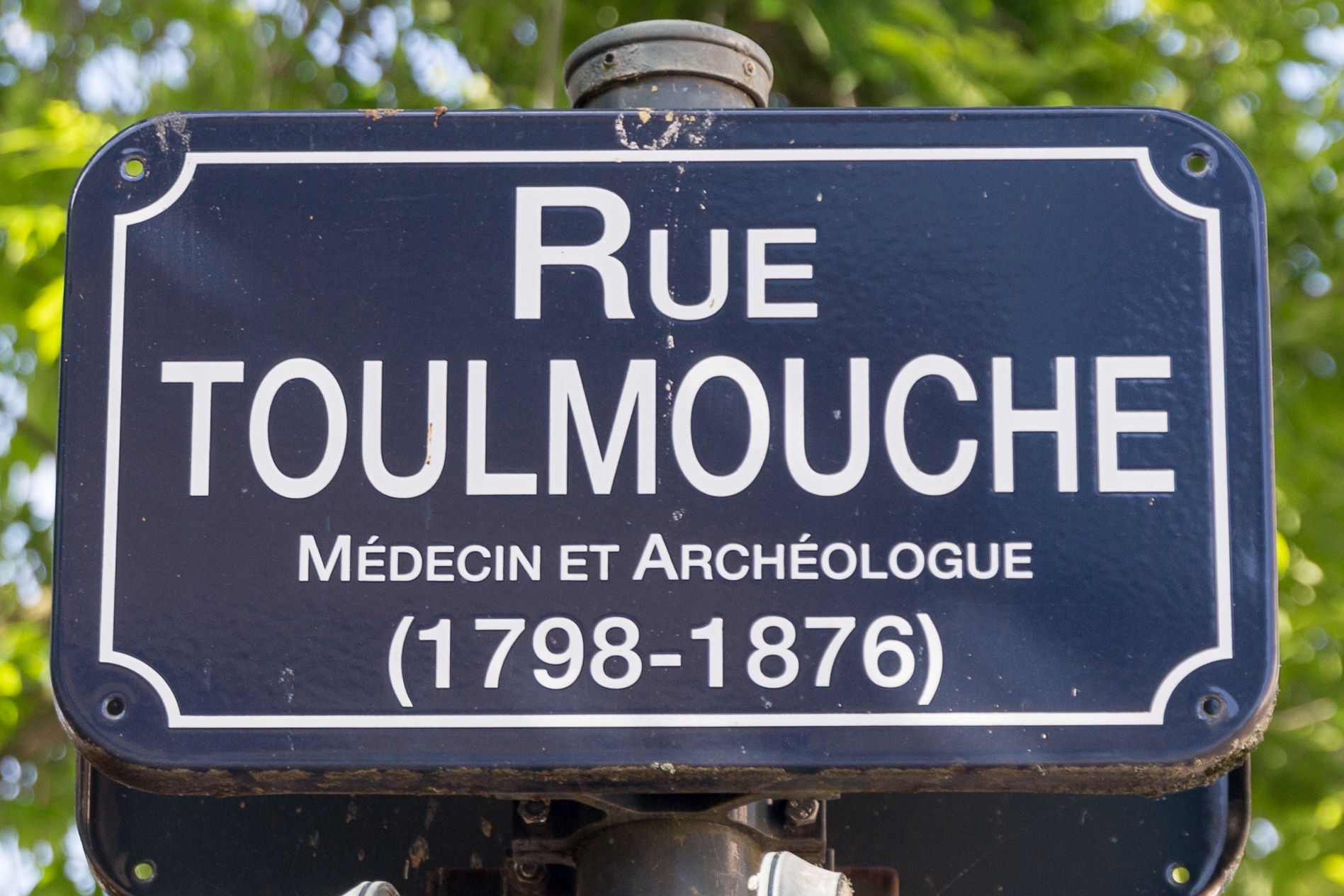